# The Rain
The Rain is een Deense dramaserie. De serie werd door Netflix gereleased op 4 mei 2018. Op 17 mei 2019 werd het tweede seizoen van zes afleveringen uitgebracht. Het derde seizoen is beschikbaar sinds 6 augustus 2020.

## Verhaal
Zes jaar nadat een dodelijk virus bijna de hele bevolking van Scandinavië heeft weggevaagd, komen een Deense broer en zus, Simone en Rasmus, uit hun veilige bunker en ontdekken ze dat de hele beschaving zoals zij die kenden, verdwenen is. Ze voegen zich bij een groep jonge overlevenden en gaan op zoek naar andere overlevenden.

## Huidige hoofdpersonages
| Acteur                   | Personage       |
| ------------------------ | --------------- |
| Alba August              | Simone Andersen |
| Lucas Lynggaard Tønnesen | Rasmus Andersen |
| Mikkel Følsgaard         | Martin          |
| Lukas Løkken             | Patrick         |
| Jessica Dinnage          | Lea             |
| Sonny Lindberg           | Jean            |
| Angela Bundalovic        | Beatrice        |